# Ан-ле-Муан
Ан-ле-Муа́н (фр. Ham-les-Moines) — коммуна во Франции, находится в регионе Шампань — Арденны. Департамент — Арденны. Входит в состав кантона Ранве. Округ коммуны — Шарлевиль-Мезьер.
Код INSEE коммуны — 08206.
Коммуна расположена приблизительно в 195 км к северо-востоку от Парижа, в 95 км севернее Шалон-ан-Шампани, в 9 км к западу от Шарлевиль-Мезьера.

## Население
Население коммуны на 2008 год составляло 357 человек.
| 1962 | 1968 | 1975 | 1982 | 1990 | 1999 | 2008 |
| ---- | ---- | ---- | ---- | ---- | ---- | ---- |
| 226  | 237  | 264  | 300  | 365  | 358  | 357  |

## Экономика
В 2007 году среди 249 человек в трудоспособном возрасте (15—64 лет) 177 были экономически активными, 72 — неактивными (показатель активности — 71,1 %, в 1999 году было 64,9 %). Из 177 активных работали 159 человек (86 мужчин и 73 женщины), безработных было 18 (7 мужчин и 11 женщин). Среди 72 неактивных 22 человека были учениками или студентами, 24 — пенсионерами, 26 были неактивными по другим причинам.

## Фотогалерея
- Церковь
- Мэрия
- Памятник погибшим в Первой мировой войне
- Въезд в Ан-ле-Муан